# 타다 하즈키
타다 하즈키(反田葉月, 2001년 2월 28일~) 일본의 탤런트, 여배우, 성우이다. 캐치카피는 "판다 아닌데? "타다"야!

## 내력
2001년 2월 28일 히로시마현에서 태어남.
2013년~2015년, 현지의 히로시마현에서 「MAX♡GIRLS」의 멤버로서 연예 활동을 개시한다.
2015년 10월부터, 현재의 소속사 「플래티넘 프로덕션」과 계약한다.
2017년 1월 17일부터, 아이돌 그룹 「palet(PALET)」에 가입하지만, 반년 후인 12월 28일에 해산했다.
2018년 4월부터 「난킨페퍼」를 결성해, "아이돌×유튜버"="iTuber"로서도 활동하지만, 2019년 12월 29일에 해산.
현재는 단독으로 여배우 및 성우로 활동하고 있다.
2024년 2월 14일부터, 첫 오리지날 송 「스트로보」를 발표해, 솔로 데뷔를 한다.
특기는 기타, 댄스, 가창.